# Serena Galvani
Serena Galvani (Bologna, 18 novembre 1958) è una velista e fotografa italiana.

## Biografia
Dopo essersi laureata presso l’Università di Bologna in Lettere Moderne, sezione storica, dal 1983 inizia una collaborazione presso la Cattedra di ‘Storia della Medicina’, conducendo ricerche storiche e riorganizzando il ‘Museo Taruffi’ presso l’Istituto di Anatomia Patologica dell’Università di Bologna oltre a coordinare e scrivere lavori di carattere storiografico.
Tra essi, trascrive e pubblica gli oltre 900 Consulti inediti di Marcello Malpighi, manoscritto apocrifo rinvenuto presso l’Accademia delle scienze dell'Istituto di Bologna.

## Carriera velistica
Nel 1998 acquista Aria, un’imbarcazione da regata, classe 8 metri stazza internazionale, realizzata dai Cantieri Costaguta nell 1935, che fu tra le protagoniste della storia dello yachting internazionale.
Nello stesso anno fonda A.R.I.E. (Associazione per il Recupero delle Imbarcazioni d’Epoca) con cui contribuisce alla salvaguardia delle imbarcazioni di valore storico e del Patrimonio nautico nazionale e fa approvare dal Parlamento italiano, nel 2003, un articolato di Legge secondo il quale le imbarcazioni di valore storico vengono considerate a tutti gli effetti ‘beni culturali’. 
Nel 1999 Aria conquista il titolo di Campione Europeo nella categoria ‘vintage’ e nel 2000 il primo posto al ‘Trofeo Challenge ARIE’ (regata con formula a match race), il secondo posto al Campionato del Mondo 8m SI e il secondo posto al “Raduno Vele d’Epoca di Imperia”, sempre nella sua categoria e, nel 2001, il primo posto in tempo reale ed il terzo posto in tempo compensato nella ‘Division 3rd’ dell’America’s Cup Jubilèe di Cowes (isola di Wight), entrando così negli Annali della Coppa America. 
Il 16 marzo 2011, in occasione del 150º Anniversario dell'Unità d'Italia in cui l’imbarcazione Leone di Caprera (1880), restaurata da A.R.I.E., viene esposta dalla proprietà (Comune di Milano) in Galleria Vittorio Emanuele, le viene conferito l’onore del taglio del nastro tricolore insieme all’Assessore alla cultura del Comune di Milano. Dopo questa cerimonia la storica baleniera viene esposta al Museo nazionale della scienza e della tecnologia Leonardo da Vinci dove dimora tutt’oggi.
Il 14 maggio 2011, in occasione della ‘Staffetta Nautica dell’Unità d’Italia’ organizzata da Assonautica Nazionale, riceve dal Prefetto di Trieste la Bandiera italiana che porterà con Aria, via mare, a Lignano Sabbiadoro, dando così il via alla Staffetta del Versante Adriatico.
A Giugno 2016 con Aria vince sia in tempo reale che compensato nella categoria ‘Barche d’epoca’ il “IV Trofeo Principato di Monaco a Venezia, Le Vele d’Epoca in Laguna, Banca Generali Special Cup” aggiudicandosi anche il prestigioso Trofeo di Banca Generali ‘over all’. Nel corso della manifestazione, viene inoltre premiata dalla Damiani Gioielli con un prezioso riconoscimento speciale offerto in virtù della sua “lunga, appassionante carriera di donna velista e armatrice, con la sua celebre imbarcazione Aria”.

## Palmarès
1999 
- Prada Sailing Week, Campione Europeo nella categoria ‘vintage’

2000 
- ‘Trofeo Challange ARIE’ 1º posto
- Campionato del Mondo 8m SI , 2º posto
- Raduno Vele d’Epoca di Imperia, 2º posto

2001
- ‘Division 3rd’ dell’America’s Cup Jubilèe di Cowes (isola di Wight), 1º posto in tempo reale, 3º posto in tempo compensato

2002 
- ‘Trofeo Lancel’ di La Baule e Le Noirmoutier-en l’ile, 1º posto tra le ‘vintage’ e 2° nella categoria ‘imbarcazioni vintage e classiche’.

2003
- Trofeo Lancel di La Baule e Noirmoutier-en l’ile, 1º posto nelle categorie ‘vintage’ e ‘moderne’

2004 
- Titolo Coppa Challenge d’Oltre Oceano.
- Vele d’Epoca a Napoli, 1º posto

2008
- Gaeta Grandi Vele, 1º posto

2009
- Gaeta Grandi Vele, 1º posto

2010 
- 'Trofeo Lancel Classic’, 1º posto
- Gaeta Grandi Vele, 1º posto

2011 
- ‘Trofeo Lancel’ di La Baule e Le Noirmoutier-en l’ile

2012
- Premio speciale 8m SI Francia

2013
- Premio speciale 8m SI Francia

2014
- Premio speciale 8m SI Francia

2016
- IV Trofeo Principato di Monaco a Venezia, Le Vele d’Epoca in Laguna, Banca Generali Special Cup, 1º posto in tempo reale e compensato nella categoria “Barche d’epoca”
- Trofeo di Banca Generali, 1º posto ‘over all’
- Regata Sociale Yacht Club Adriaco, 1º posto nella categoria ‘Classica 3’

2017
- Regata Sociale YCA-STV 2017 - Trieste: primo posto cat. Epoca
- Barcolana Classic 2017 – Trieste: primo posto overall barche d'epoca e primo posto stessa categoria

2019
- Barcolana Classic 2019 - Trieste terzo posto cat. libera "Spirit of tradition"
- Regata Sociale YCA-STV 2019 - Trieste: primo posto cat. Epoca

## Premi
2006 
- Trieste, ”Barcolana d’epoca”, premio per il miglior restauro, intitolato all’8m SI ‘ARIA’.

2008 
- Trofeo “Old Fashion” dalla Confindustria di Latina per meriti di lavoro svolto sulle imbarcazioni di valore storico

2009 
- Gaeta, ‘Follaro per il restauro museale della baleniera storica ‘Leone di Caprera’ (1880)
- Targa d’argento del quotidiano “La Nazione”
- Premio fondazione Fratelli della Costa

2010 
- Latina, premio CONI per meriti sportivi e per la salvaguardia del patrimonio marinaresco italiano

## Impegno sociale
Il 25 gennaio 2005 fonda la NIV, Nazionale Italiana Velisti, associazione sportivo-dilettantistica, con lo scopo di promuovere lo sport della Vela e di organizzare incontri sportivi di calcio e basket a sostegno delle fasce socialmente più deboli. Si occupa personalmente di Velaterapia e Velaintegrazione sociale mettendo la propria imbarcazione negli anni dal 2005 al 2007 a disposizione esclusivamente di progetti di Vela solidale e collaborando con il Gruppo Sportivo della Guardia di Finanza.

## Fotografia
Dopo molti anni dedicati alla fotografia naturalistica e alla caccia fotografica, Serena Galvani dal gennaio 2012 al luglio 2014 ha seguito, come Fotografa Professionista, membro affiliato A.I.R.F., la vicenda della Costa Concordia 
 collaborando con le maggiori testate nautiche di settore e, in esclusiva con la Testata ‘FARE VELA Magazine’ . 
Come fotografa collabora, altresì, dal 2013, con le maggiori associazioni di Falconeria italiana, con Federcaccia e con molteplici testate di settore. Nel 2014 ha ideato e promosso la I Edizione dell’evento ‘Trofeo Ruggero da Flor’, a caccia col falco, insieme ai fratelli della Costa cui sono seguite negli anni successivi altre edizioni.